# Соляний промисел Етре/Марбо
Соляний промисел Етре/Марбо – гірничодобувний майданчик на сході Франції, що здійснює видобуток хлориду натрію. 
У 1977 році почалось спорудження підземного сховища газу Етре, яке мало розміститись у соляному пласті в штучно створених кавернах. Останні виникають унаслідок розмиву пласта, при цьому на поверхню виноситься розсіл хлориду натрію, який може бути корисним для хімічної промисловості. На той час північніше від Етре вже кілька десятиліть діяв завод хімії хлору в Таво, який використовував продукцію соляної копальні Поліньї, запаси якої поступово вичерпувались. Як наслідок, власник майданчику в Таво бельгійська компанія Solvay увійшла до складу засновників компанії Groupement d’Intérêt Economique, що опікувалась створенням сховища в Етре (Solvay отримала у власність 15%, тоді як 85% власності володів концерн Gaz de France). 
Каверни сховища Етре знаходяться в пласті, який залягає на глибині від 1300 до 1960 метрів. Під час їх спорудження отримували розсіл з концентрацією солі 270 грамм на літр, що було недостатнім для потреб хімічної промисловості. Тому його спершу транспортували по розсолопроводу Етре – Поліньї та закачували до соляного пласта Поліньї, де розсіл додатково насичувався хлоридом натрію та доходив до належної концентрації. Після цього товарний продукт подавали на хімічний майданчик по розсолопроводу Поліньї – Таво. При цьому в середньому 75% потреб Таво покривали поставки з Етре, тоді як на сіль з Поліньї припадала лише чверть. 
В 1995 році поставки з Етре були тимчасово припинені, проте в 1998-му відновились.
З плином часу ресурс Поліньї майже вичерпався і в 2007 році почалось буріння на соляному родовищі Марбо, що знаходиться за кілька кілометрів на схід від сховища в Етре. На цей раз йшлося про розробку пласта, який залягає на глибині від 750 до 1120 метрів. Попри те використовувалася технологія донасичення розсолу з Етре – спершу він закачується в свердловини Марбо, а вже потім відправляється по трубопроводу до Таво. Потужність схеми Етре/Марбо становить 2 тисячі тонн хлориду натрію на добу.